# 万毅
万毅（1907年8月8日—1997年10月31日），原名万允和，字頃波，男，满族，辽宁金县（今大连市金州區）人，中国人民解放军开国中将。

## 生平

### 早期投身东北军
万毅生于一个农民家庭。因家庭田地被日本人以修公路为由占据，1914年随父母移居金州县城，先后入金州公学堂、私塾读书3年。早年曾在大连一家钱庄当童工，后在奉天省财政厅征榷科当雇员。1925年3月，考入东北军军士教导队第四期步兵科学习。半年后毕业，经同学介绍，到天津的东北陆军第一、第三联军司令部副官处文书股当上士，不久调任少尉、中尉兵站员。1926年春，万毅通过考试被录用在第三、第四方面军（司令张学良）副官处任少尉副官。他先后任中尉、上尉、少校副官、少校军械官等职:185。

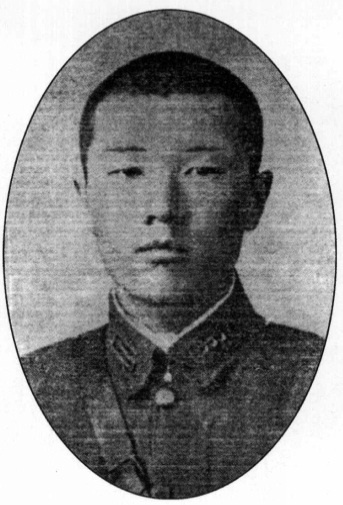
1930年从东北陆军讲武堂毕业时的万毅。

1928年年底，经过黄显声点拨，万毅考入东北陆军讲武堂第九期学习。1930年6月，万毅在东北陆军讲武堂以名列该期学员考核第一的优异成绩毕业，并获张学良奖给的怀表一块、指挥刀一把。随后被分配到东北陆军第二十旅担任少校团附，加入中国国民党。1930年11月，张学良就任陆海空军副总司令，万毅随同去南京，任张学良临时副官处的副官。此后，改任张学良卫队统带部步兵总队第三队一营少校营长。九一八事变后，随部队撤入关内。1933年，改任东北军105师二旅四团营长:186。
1934年，随军到鄂豫皖地区围剿中国工农红军，担任三旅七团中校团附。1935年8月，到陕甘地区被任命为驻骑兵第三十五师联络参谋。在此期，万毅结识中共组织派赴东北军进行统战工作的刘澜波等人，开始同情中共革命主张。1936年1月起，任东北军第109师第627团中校团长，是当时东北军最年轻的团长:187(1933年3月吕正操升任团长间更为年轻)。同年加入抗日同志会，11月任第627团的抗日青年团荣誉团长，支持和掩护中共党员在该团秘密开展工作:190。西安事变中，万毅率部向渭南前线开进，准备抵御国民政府进攻西安的军队。1937年2月，被军长缪澄流怀疑为共产党员而被关押:191。

### 参加抗日战争
1937年10月获释后，任东北军第五十七军第112师第672团上校团长，投身江阴要塞保卫战。12月，参加南京保卫战，全团战没，只身幸免。1938年1月，任第112师第334旅第667团上校团长:193。春节过后，经刘澜波介绍，张文海、谷牧奉中共中央长江局委派，考察发展万毅入党问题。同年3月，经张、谷二人介绍，万毅被吸收为中国共产党特别党员。之后，随部队进驻连云港地区。从5月至7月，率部在孙家山进行了阵地防御和反突击战。并与第672团一起进行了大桅尖战斗。两次战斗击退了日军的进攻，给日军以极大打击，保卫了连云港。同年10月中旬，又转战苏皖地区，袭击了合肥机场。12月，率部夜袭宿迁城。

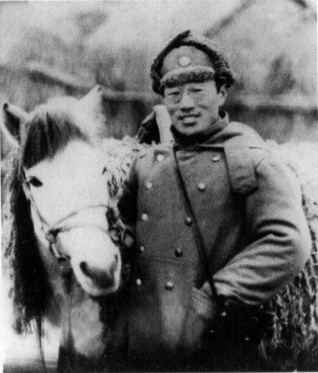
1940年担任东北军111师333旅代旅长的万毅

1939年3月，万毅随五十七军抵达鲁南，开展对日游击战争。1940年春，担任第111师第333旅代旅长:197。1940年夏，因李亚藩（原为缪澂流的副官长，后任日本支持的兴亚建国军鲁苏地区总司令）勾引，333旅666团1营2连连长王明德、机枪连连长郝继贤率领两个连投向赣榆县桃林镇的伪军。缪澂流乃同第57军副军长朴炳珊决定和日军讲和，通过与日军鹫津师团谈判，1940年9月达成了互不侵犯、共同防共密约。万毅和师长常恩多闻讯，于同年9月22日率部发动“九二二锄奸”，扣押了副军长朴炳珊以下全体人员，缪澂流逃脱。
1941年2月17日，被第111师第331旅旅长孙焕彩逮捕，关在鲁苏战区监狱:200。1942年8月，在蒋介石密令处决的前夕，从监禁地逃出，进入中共山东根据地，找到党组织中共中央山东分局。8月3日，常恩多与郭维城发动东北军111师脱离国民革命军建制，改称“东北挺进军”。由于事前缺少组织，部队陆续哗变。常恩多在率领剩余部队向八路军根据地开进的途中病逝。9日，部队进入山东根据地，仍称第111师。万毅被山东分局派往这支投共队伍，负责领导改造这支旧军队的工作，任代理师长，郭维城任副师长兼政治部主任。1944年10月，111师正式编为八路军滨海支队，万毅任八路軍山東軍區濱海軍區副司令員兼濱海支隊支隊長。1945年在中共七大上，山东分局原书记朱瑞称赞他是“不死的吉鸿昌”。依照毛泽东《关于第七届候补中央委员选举问题》的报告中关于选举东北干部的意见，万毅当选中共第七屆中央候補委員。

### 第二次国共内战
抗日战争胜利后，担任中共中央東北局委员、东北挺进纵队司令员，奉命由山东率先开赴东北:208，指挥所部“清匪反霸”、发展武装，克服天寒地冻、缺衣少粮、武器弹药不足等困难，连续转战于南起沈阳、北至吉林、长春，东起通化，西至法库广大地区，至1946年初使所部由初入东北时的3500余人迅速发展到14000余人。1946年1月起，任中共吉遼省委副書記、吉遼（東滿）軍區副司令員、第七縱隊司令員。1946年8月任東北民主聯軍第一縱隊司令員。率领部队先后参加四平战役、三下江南战役:213。1947年5月，改任第一縱隊政治委員。在东北1947年夏季战役中，同司令员李天佑指挥第一纵队攻占公主岭等地，随后进攻四平失利。1948年3月，指挥部队再次进攻四平，最终攻占四平。
1948年3月，在辽阳地区成立东北野战军第五纵队，万毅任司令员，刘兴元任政治委员，吴瑞林任副司令员，唐凯任副政治委员，下辖第十三、第十四、第十五师。9至10月间，第五纵队参加辽沈战役，先在彰武东南及西南地区阻击国军廖耀湘兵团西援锦州，尔后协同兄弟部队围歼廖兵团于黑山以东地区。1948年11月，根据中共中央军事委员会关于统一全军编制及部队番号的命令，第五纵队改称中国人民解放军第四十二军，万毅任军长。11月至1949年1月，参加平津战役，首先攻克昌平、沙河，继而在兄弟部队配合下攻占国军供应基地丰台，同兄弟部队一道完成对北平的包围。1949年4月起，任中國人民解放軍第四野戰軍特種兵司令員。

### 中华人民共和国成立后

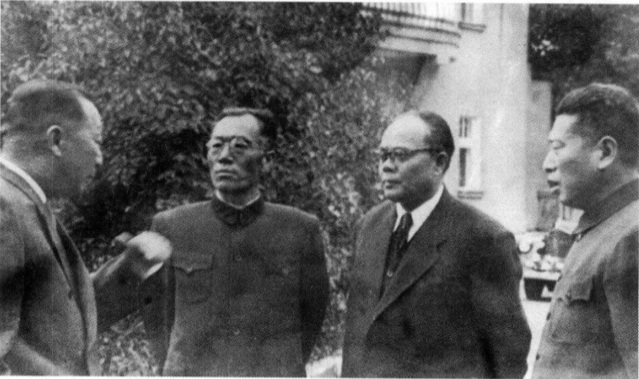
1957年，聂荣臻、万毅、李强、宋任穷在中国驻苏联大使馆。

中華人民共和國成立後，万毅任中共中央中南局委員、中南军政委员会委员:223。1950年5月任第四野战军兼中南军区炮兵司令部司令，7月改任東北边防军炮兵司令部司令，10月兼任军委炮兵第一副司令，1951年4月兼任炮兵學校校長:224。1952年8月至1954年9月任第二機械工業部副部長。1953年9月，任解放軍總參謀部兵器裝備計劃部部長:225。1955年被授予中將軍銜，獲一級獨立自由勳章、一級解放勳章，是当时授衔中将中唯一一名中共中央委员会成员。1956年，在中共八大上再次当选为中共候补中央委员。1958年5月，兼任国防部第五部部长，负责研究特种武器装备:227。9月起，任中國科協副主席。1959年4月，任中国人民解放军国防科学技术委员会副主任:228。同时，万毅还是第一、二屆國防委員會委員。
1959年万毅在庐山会议期间，因于7月22日发言支持彭德懷的意见书而受株連，被撤销了几乎所有职务（只保留中央候补委员）。1960年4月下放任陝西省基本建設委員會副主任。1960年11月至1966年3月任陝西省林業廳副廳長。1966年3月起任陝西省農林廳副廳長:230。「文化大革命」中受迫害，1967年11月至1973年11月被關押:231。1977年11月任中国人民解放軍總後勤部顧問。1978年3月當選為第五屆全國政協常務委員會委員。1979年11月，解放軍總政治部宣布為其平反:232。
1982年，万毅在中共十二大上當選為中央顧問委員會委員。1985年7月起按正大軍區職待遇。1985年9月，请退中顾委职务。1988年7月，被授予中國人民解放軍一級紅星功勳榮譽章。1997年10月31日在北京逝世，享年90歲。